# Понте Сан Пјетро (Ферара)
Понте Сан Пјетро је насеље у Италији у округу Ферара, региону Емилија-Ромања.
Према процени из 2011. у насељу је живело 224 становника. Насеље се налази на надморској висини од 3 м.